# 가미타 준
가미타 준(일본어: 嘉味田 隼, 1992년 1월 17일~)은 일본의 전 축구 선수이다.

## 구단 경력
과거 비셀 고베, 가이나레 돗토리, 아테리보 와카야마에서 활동하였다.

## 국가대표팀 경력
그는 2009년 FIFA U-17 월드컵에 참가할 일본 U-17 국가대표팀에 발탁되었으며, 2경기에 출전했다.